# Soini
Soini ist eine  Gemeinde in der Landschaft Südösterbotten im Westen Finnlands.

## Ortschaften
Zu der Gemeinde Soini gehören die Orte Hautakylä, Jokivarsi, Keisala, Kirkonkylä, Kukko, Kuninkaanjoki, Laasala, Parviaisenkylä, Ulvonkylä, Vehu und Vuorenmaa.

## Politik
Wie in den meisten ländlich geprägten Gegenden Finnlands ist in Soini die Zentrumspartei die stärkste politische Kraft. Bei der Kommunalwahl 2017 erhielt sie 45,6 Prozent der Stimmen. Im Gemeinderat, der höchsten Entscheidungsinstanz in kommunalen Angelegenheiten, stellt sie 11 von 21 Abgeordneten und verfügt somit über eine knappe absolute Mehrheit. Die zweitstärkste Partei sind die Christdemokraten, die damit deutlich über ihrem landesweiten Wahlerfolg liegt. Die Wahren Finnen haben drei, die konservative Nationale Sammlungspartei zwei Sitze.  
| Partei                    | Wahlergebnis 2017 | Sitze |
| ------------------------- | ----------------- | ----- |
| Zentrumspartei            | 45,6 %            | 11    |
| Christdemokraten          | 22,7 %            | 4     |
| Wahre Finnen              | 15,4 %            | 3     |
| Nationale Sammlungspartei | 8,8 %             | 2     |

## Wappen
Beschreibung des Wappens: Im roten Wappen schwebt eine goldene Krone über den mit Wellenschnitt zum Schildfuß verschobenen goldenen Balken.
Soini unterhält folgende Gemeindepartnerschaften: 
- Höör, (Schweden), seit 1941
- Pudosch (Russland)

## Söhne und Töchter
- Eino Uusitalo (1924–2015), Politiker der Zentrumspartei